# Nokia 808 PureView
Nokia 808 PureView este un telefon mobil dezvoltat de producătorul finlandez Nokia. Dispozitivul este propulsat de un procesor cu un singur nucleu tactat la 1,3 GHz și dispune de 512 MO de memorie RAM; memorie internă este de 16 GO putând fi extinsă prin intermediul unui card microSD. 

## Multimedia
Are camera foto de 41 megapixeli (38 megapixeli efectivi) cu bliț Xenon, focalizare automată și lentile Carl Zeiss.
Camera video înregistrează HD la 1080p cu 30 de cadre pe secundă alături de un bliț LED.
Camera foto frontală este VGA și poate înregistra video cu 30 de cadre pe secundă.
Vine echipat cu un microfon digital cu algoritmi care permite înregistrarea fără distorsiuni a sunetului la un nivel de până la 140 dB.
PureView 808 include căști Dolby în pachet. 
Player-ul audio suportă formatele MP3, WMA, WAV șieAAC+.
Player-ul video suportă formatele MP4, H.264, H.263 și WMV.

## Conectivitate
Nokia 808 este echipat cu Wi-Fi b/g/n cu suport DLNA și UPnP.
3G HSPA poate atinge viteze maxime de până la 14.4Mbps. 
Oferă Bluetooth 3.0, NFC, ieșire TV prin Micro HDMI și modul de stocare USB pentru transferul de fișiere între smartphone și un PC. Dispozitivul are GPS cu suport A-GPS, slotul microSD suportă 32 GB și browserul este compatibil cu HTML 5 și Adobe Flash Lite.

## Caracteristici
- Ecran tactil AMOLED capacitiv de 4 inchi cu rezoluția de 360 x 640 pixeli
- Procesor ARM 11 tactat la 1.3 GHz
- Slot card microSD până la 32 GB
- Camera foto de 41 megapixeli cu focalizare automată și bliț Xenon
- Camera frontală VGA
- Bluetooth 3.0 cu A2DP
- Mufă micro-USB 2.0
- NFC (Near Field Communication)
- Sistem de operare Nokia Belle OS
- Wi-Fi 802.11 b/g/n cu DLNA și UPnP
- Accelerometru, Senzor de proximitate, Busolă
- GPS cu suport A-GPS
- Radio FM Stereo cu RDS
- Browserul suportă HTML5 și Adobe Flash Lite
- Port mini HDMI
- PTT (Push to Talk)